# رابرت فلاهرتی
رابرت ژوزف فلاهرتی (به انگلیسی: Robert Joseph Flaherty) (۱۶ فوریه ۱۸۸۴ در آیرن مانتن، میشیگان - ۲۳ ژوئیه ۱۹۵۱ در دامرستن، ورمانت) مستندساز آمریکایی بود. بیشترین شهرت او به خاطر ساخت مستند بلند نانوک شمالی (۱۹۲۲) است. فلاهرتی با ساخت این مستند داستانی، باعث ایجاد تحولی بزرگ در سینمای مستند شد.

## فیلم‌شناسی
- تایتان: داستان میکل آنژ (۱۹۵۰)
- داستان لوئیزیانا (۱۹۴۸)
- زمین (۱۹۴۲)
- پسر فیلی (۱۹۳۷)
- مرد آران (۱۹۳۴)
- هنر صنعتگر انگلیسی (۱۹۳۳)
- سفالگر انگلیسی (۱۹۳۳)
- شیشه‌ساز انگلستان (۱۹۳۳)
- بریتانیای صنعتی (۱۹۳۳)
- جزیرهٔ بیست و چهار دلاری (۱۹۲۷)
- موآنا (۱۹۲۶)
- کوزه‌گر (۱۹۲۵)
- نانوک شمالی (۱۹۲۲)[۲]